# Хаар, Альфред

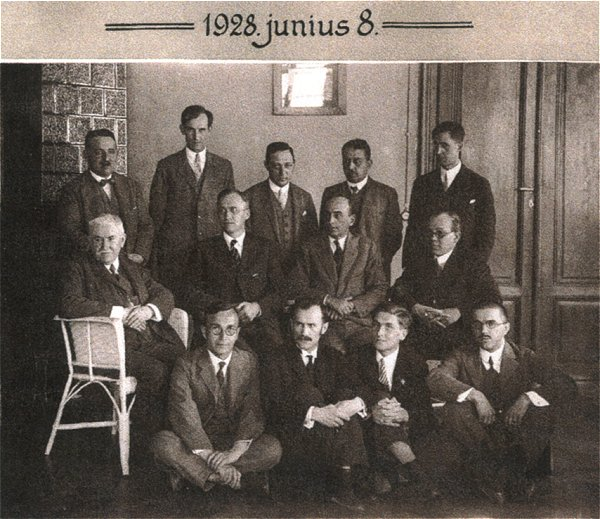
Конференция в Сегедском университете, 1928. Стоят слева направо Фридьеш Рис, Керекъярто, Бела, Альфред Хаар, Керекъярто, Бела, Кёниг, Дьюла, Ортваи, Рудольф, на стульях Кюршак, Йожеф, Джордж Биркгоф, O.D. Kellog, Липот Фейер, на полу Радо, Тибор, Липка, Иштван), Кальмар, Ласло (математик), Сас, Пал (математик)

Альфред Хаар (венг. Haar Alfréd; 11 октября 1885, Будапешт — 16 марта 1933, Сегед) — венгерский математик. Учился в Гёттингенском университете. Докторскую диссертацию писал под руководством Давида Гильберта. С 1912 по 1919 год преподавал в Коложварском университете. Впоследствии работал в Сегедском университете, который был создан после Трианонского договора. Вместе с Фридьешем Рисом Хаар превратил этот университет в один из ведущих математических центров Европы и основал журнал Acta Scientiarum Mathematicarum.
В его честь названы мера Хаара, вейвлет Хаара и ортогональная система функций Хаара.

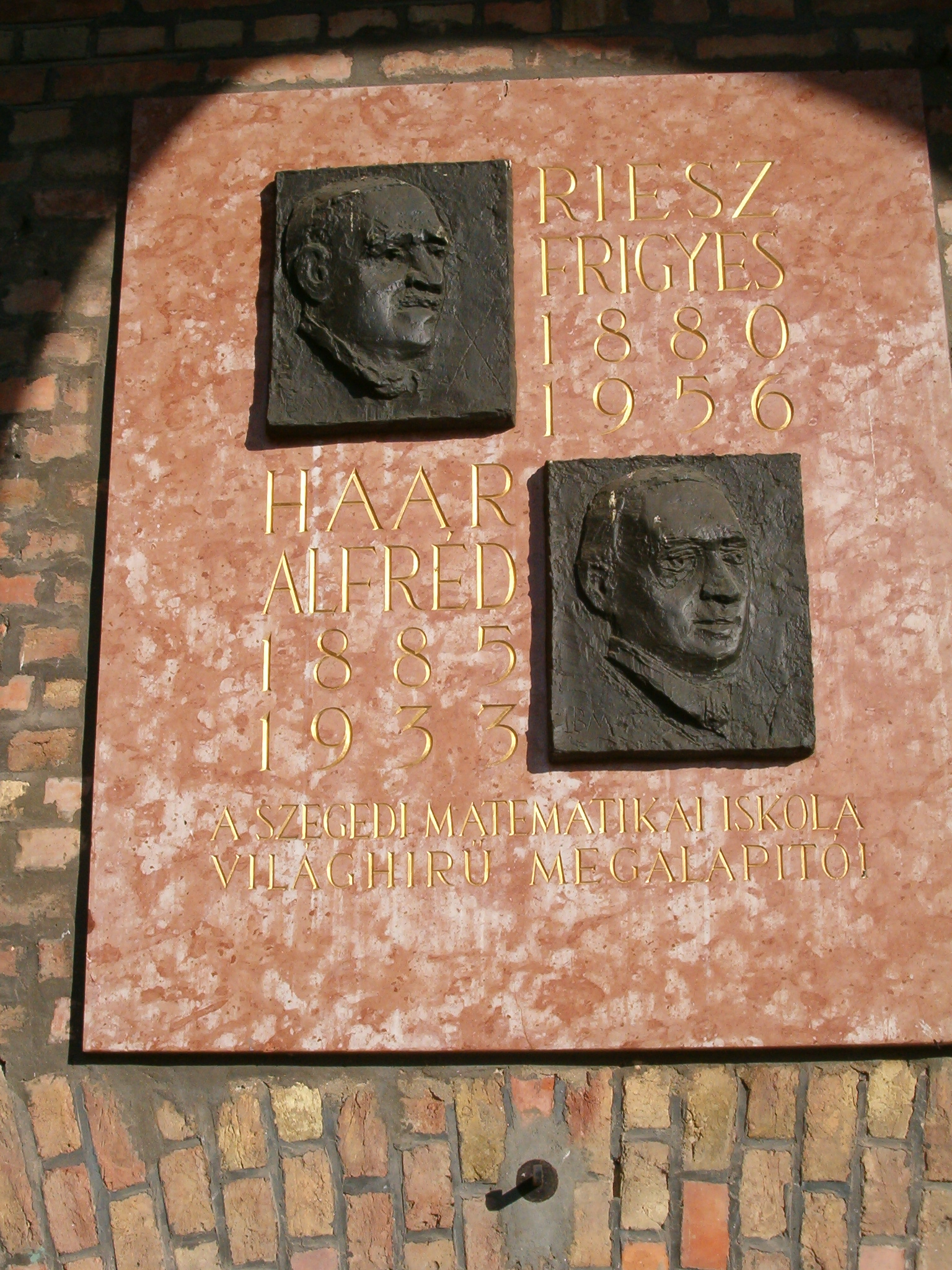
Альфред Хаар и Фридьеш Рис — основатели сегедской математической школы. (Барельефы Боршош, Миклош (скульптор)).

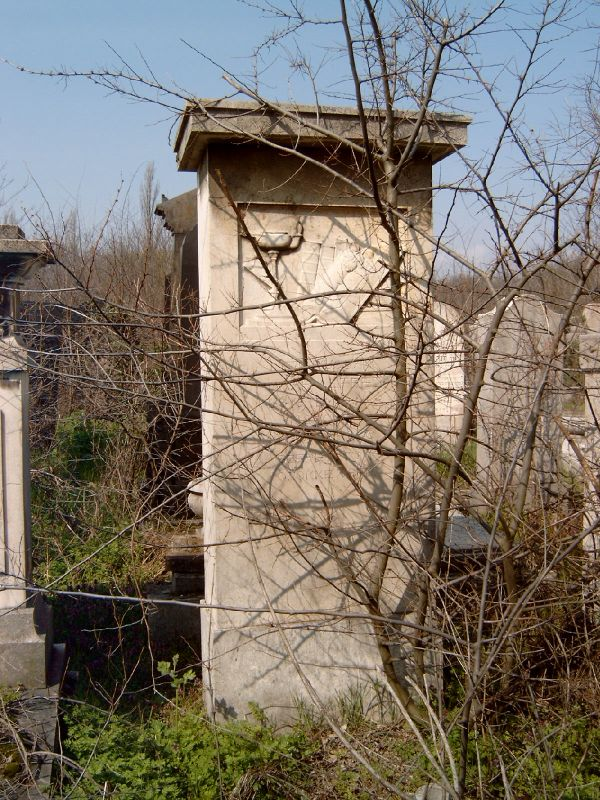
Могила Альфреда Хаара на еврейском кладбище Будапешта

## Биография
Хаар родился 11 октября 1885 года в семье венгерских евреев в Будапеште. Его родителями были Игнац Хаар и Эмма Фукс.
Учился в евангелической гимназии Фашори. В этой гимназии преподавал Ласло Рац, который известен как учитель нескольких выдающихся математиков.
Во время учёбы в гимназии Хаар увлекался химией и математикой. В старших классах он сотрудничал с журналом Középiskolai Matematikai és Fizikai Lapok и успешно решал предлагаемые журналом математические задачи. В 1903 году, в последний год учёбы, одержал победу в национальном математическом конкурсе под эгидой Лоранда Этвёша.
После гимназии поступил в Технический университет Будапешта на инженерно-химический факультет, но в том же году перевёлся в Будапештский университет, а через год в Гёттингентский университет и стал изучать математику.
Под руководством Гильберта он защитил докторскую диссертацию в июне 1909 года. 49-страничная диссертация была посвящена изучению задачи Штурма — Лиувилля с помощью систем ортонормированных функций. В диссертации Хаар поставил ряд фундаментальных для теории рядов Фурье вопросов и ввёл новую ортонормированную систему, которая впоследствии получила его имя. В том же году он начал преподавать в университете и прошёл хабилитацию.
В 1902 году вместе с Фридьешем Рисом он занял профессорскую должность Коложварском университете. После трианонского договора он был вынужден перебраться сначала в Будапешт, а потом в Сегед во вновь образованный Сегедский университет, который при его участии вскоре стал ведущим математическим центром Европы. Вместе с Рисом он создал венгерский математический журнал «Acta Scientiarum Mathematicarum», который получил международное признание.
Умер Хаар от рака желудка 16 марта 1933 года.

## Вклад в математику
Хаар занимался исследованиями в области математического анализа и топологических групп, ортонормированных систем функций, аналитических функций, дифференциальных уравнений и вариационного исчисления.
Наиболее известна его полная ортонормированная система кусочно-постоянных функций, которые могут принимать не более трёх разных значений. Эта система в некотором смысле является простейшей. Помимо применения в теории рядов Фурье эта система положила начало теории вейвлетов и применяется при компьютерной обработке изображений.
Инвариантная мера Хаара на локально компактной топологической группе была использована фон Нейманом и Понтрягиным в решении пятой проблемы Гильберта. В дальнейшем мера Хаара и теория характеров локально бикомпактных абелевых групп Понтрягина положили начало абстрактному гармоническому анализу для топологических групп.

## Публикации
- Haar, A., Zur Theorie der orthogonalen Funktionensysteme, (Erste Mitteilung), Math. Ann. 69 (1910), 331—371 (at GDZ). (Диссертация Хаара, написанная под руководством Гильберта.)
- Haar, A., Die Minkowskische Geometrie und die Annäherung an stetige Funktionen, Math. Ann. 78 (1918), 294—311 (at GDZ).